# Harum Scarum (musikalbum)
Harum Scarum (i vissa delar av världen Harem Holiday) är det elfte soundtrackalbumet och det 24:e albumet totalt av den amerikanske sångaren och musikern Elvis Presley. Det gavs ut av RCA Victor i såväl mono som stereo (LPM/LSP 3468) i november 1965. Harum Scarum är soundtracket till filmen från 1965 med samma namn, i vilken Elvis Presley spelade huvudrollen. 
Inspelningarna till soundtracket ägde rum i RCA:s studio B i Nashville i Tennessee den 24–26 februari 1965 och i MGM:s filmstudio i Hollywood i Kalifornien den 9 mars 1965.
Albumet nådde 8:e plats på Billboard 200-listan i USA, och 14:e plats på konkurrerande Cashbox lista. I Storbritannien placerade sig albumet som bäst på 11:e plats på UK Albums Chart. Det sålde i 300 000 exemplar i USA.

## Bakgrund

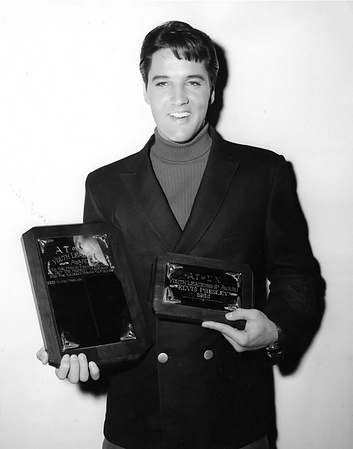
Elvis Presley 1966, i samband med att han erhöll "Sigma Chi Fraternity Leadership Award".

Under år 1964 hade de flesta av Elvis Presleys singlar utgjorts av återutgivna låtar och soundtracklåtar. Den studio-LP som han hade spelat in sommaren 1963 hade i stället för att ges ut sammanhållet splittrats och låtarna hade portionerats ut litet här och där. År 1965 lyckades Elvis samtliga tre LP-skivor nå topp 10 på Billboard 200-listan i USA. Under de följande åren skulle ytterligare fyra av hans album nå topp 10 och han skulle erhålla många fler guldskivor för en försäljning på över en miljon dollar, men hans tid som en dominerande kraft höll snabbt på att ebba ut. Årets stora hit var "Crying in the Chapel", som var en överbliven låt från His Hand in Mine-sessionen 1960. Med den nådde han tredjeplatsen på singellistan i USA och förstaplatsen på singellistan i Storbritannien. Billboard rankade honom på de internationella listorna som den fjärde populäraste artisten i världen efter Beatles, Rolling Stones och Cliff Richard.
Försäljningen av Elvis Presleys skivor var fortfarande betydande under år 1965, som ur försäljningssynpunkt fortfarande var ett bra år för honom, även om det inte var riktigt lika bra som tidigare år. Ur ett artistiskt perspektiv skulle det dock kunna betraktas som en bottennotering, med filmer som sågs som de svagaste, innehållande musik som allmänt betraktades som den kanske minst intressanta som Elvis någonsin hade spelat in. Under denna period var Elvis också mycket missnöjd med den sjunkande kvaliteten på filmerna och filmlåtarna. Han hade enligt Elvis diskograf, Ernst Jørgensen, förvandlats till något slags inhyrd arbetskraft för skivbolaget RCA Victor och managern Tom Parker, där han enligt de bindande kontrakten förväntades agera och sjunga det som serverades honom genom filmbolagen och musikförlaget Hill & Ranges kontrakterade låtskrivare. Även om han då och då erbjöds låtar av skaplig kvalitet att spela in, försvann dessa låtar ofta i mängden.
Elvis Presleys växande missnöje med hur hans karriär hade utvecklats, tog sig uttryck i att han ibland inte dök upp den första inspelningskvällen eller lämnade inspelningssessionen innan den var klar. Dock återvände han i sådana fall alltid för att slutföra uppdraget och så gott han förmådde accepterade han situationen. Men den brist på inspiration som han kände, innebar att han sällan brydde sig om att repetera, att hans koncentration brast och att han blev upprörd och skämdes över det han tvingades sjunga. Han försökte ofta hålla stämningen uppe under inspelningarna genom att skämta, många gånger på sin egen bekostnad, och genom att förlöjliga de låtar som han var tänkt att spela in. Gordon Stoker från gruppen The Jordanaires beskrev det som att låtmaterialet många gånger var så dåligt att Elvis kände att han inte kunde sjunga det men att han trots detta ändå alltid försökte göra det bästa av situationen.

## Albumet, inspelningssessionerna och musikerna

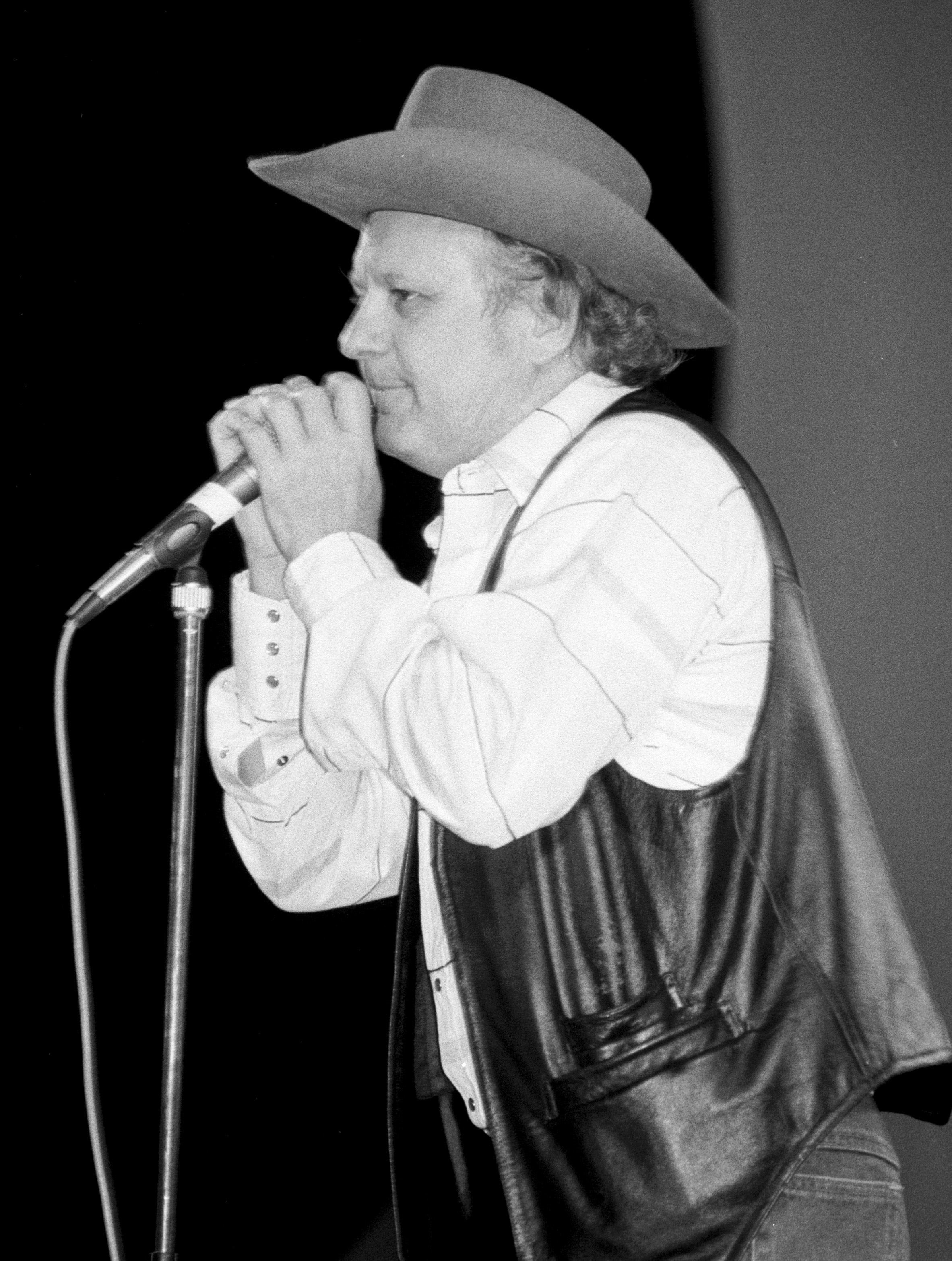
Multiinstrumantalisten Charlie McCoy, som spelade gitarr på sessionen och som menade att den ekoeffekt som inte lades till senare som tänkt, var en av orsakerna till albumets dåliga ljudkvalitet.

Vid denna tid fick Elvis roller i filmer som inte passade hans personlighet och med musik som heller inte stämde med hans musikaliska ambitioner. I Harum Scarum spelade han en person i Rudolph Valentino-stil som kidnappades i Mellanöstern av ett gäng lönnmördare. Filmen brukar allmänt betraktas som en av Elvis sämsta och även soundtracket till filmen brukar vara en kandidat till titeln sämsta album.

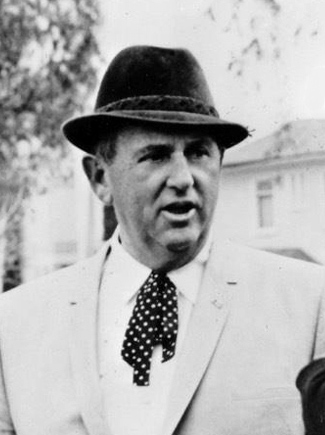
Elvis Presleys manager, överste Tom Parker (1969) – på vars uppmaning Elvis röst kom att lyftas fram i mixningen av låtarna på albumet.

Det faktum att sex av låtskrivartrion Bernie Baum, Bill Giant och Florence Kayes låtar kom med bland albumets elva låtar, visar också att de regelbundna bidragsgivarna av filmlåtar inte kunde hålla jämna steg med efterfrågan. Baum, Giant och Kaye kom att skriva hela 22 av de 64 soundtracklåtar (34 procent) som Elvis spelade in under knappt två års tid 1964–1966.
Låtarna på skivan är dessutom undermåligt mixade. På Tom Parkers order kom Elvis röst att lyftas fram och förstärkas på ett sådant sätt att musiken hamnade i bakgrunden och lät dunkel. Även de låtar som var av högre kvalitet kom att hämmas av oinspirerade arrangemang och den torra och dämpade mixningen. Studiomusikern på plats, Charlie McCoy, skyller den undermåliga ljudkvaliteten på avsaknaden av eko, något som skulle ha lagts till senare. För att få musiken att framstå som exotisk, försökte man införa österländska toner i materialet.
Inspelningen av soundtracket till filmen Harum Scarum ägde rum den 24–26 februari 1965 i RCA:s studio B i Nashville, med en uppföljningssession i MGM:s filmstudio i Hollywood i Kalifornien den 9 mars, då Elvis lade på sin sång på tre av låtarna. Sessionen i Nashville bokades in med så kort varsel att flera av Elvis ordinarie studiomusiker var upptagna med annat. Det innebar att Charlie McCoy fick ersätta Harold Bradley på gitarr, Henry Strzelecki ersätta Bob Moore på bas och Kenny Buttrey ersätta Murrey "Buddy" Harman på trummor. I övrigt hade man som vanligt Scotty Moore och Thomas "Grady" Martin på gitarr, D. J. Fontana på trummor och Floyd Cramer på piano.  För att ge musiken en Mellanösternkänsla fick de sällskap av Rufus Long och Ralph Strobel på flöjt och oboe.

## Komposition, stil och texter
"Shake That Tambourine", det första av låtskrivartrion Bernie Baum, Bill Giant och Florence Kayes sex bidrag till albumet, spelades in som första låt i RCA:s studio B i Nashville. Detta var första gången på åtta månader som Elvis Presley var i en inspelningsstudio. Det blev uppenbart för övriga deltagare på plats att Elvis var distraherad och missnöjd med materialet som han var där för att spela in. Första nattens inspelningar, med start den 24 februari 1965 klockan 23.30, avslutades med att han åkte hem på morgonen klockan 03.30, efter bara fyra timmars inspelningar. Då hade man hunnit avverka 38 oinspirerade tagningar av "Shake That Tambourine", och Elvis bestämde sig för att det var tillräckligt och att tagningarna 24 och 38 fick fogas samman till en master. "Shake That Tambourine" var en låt med ett tydligt driv, men i likhet med alla låtar på denna inspelning kom den färdiga mixningen inte att vara till låtens fördel.

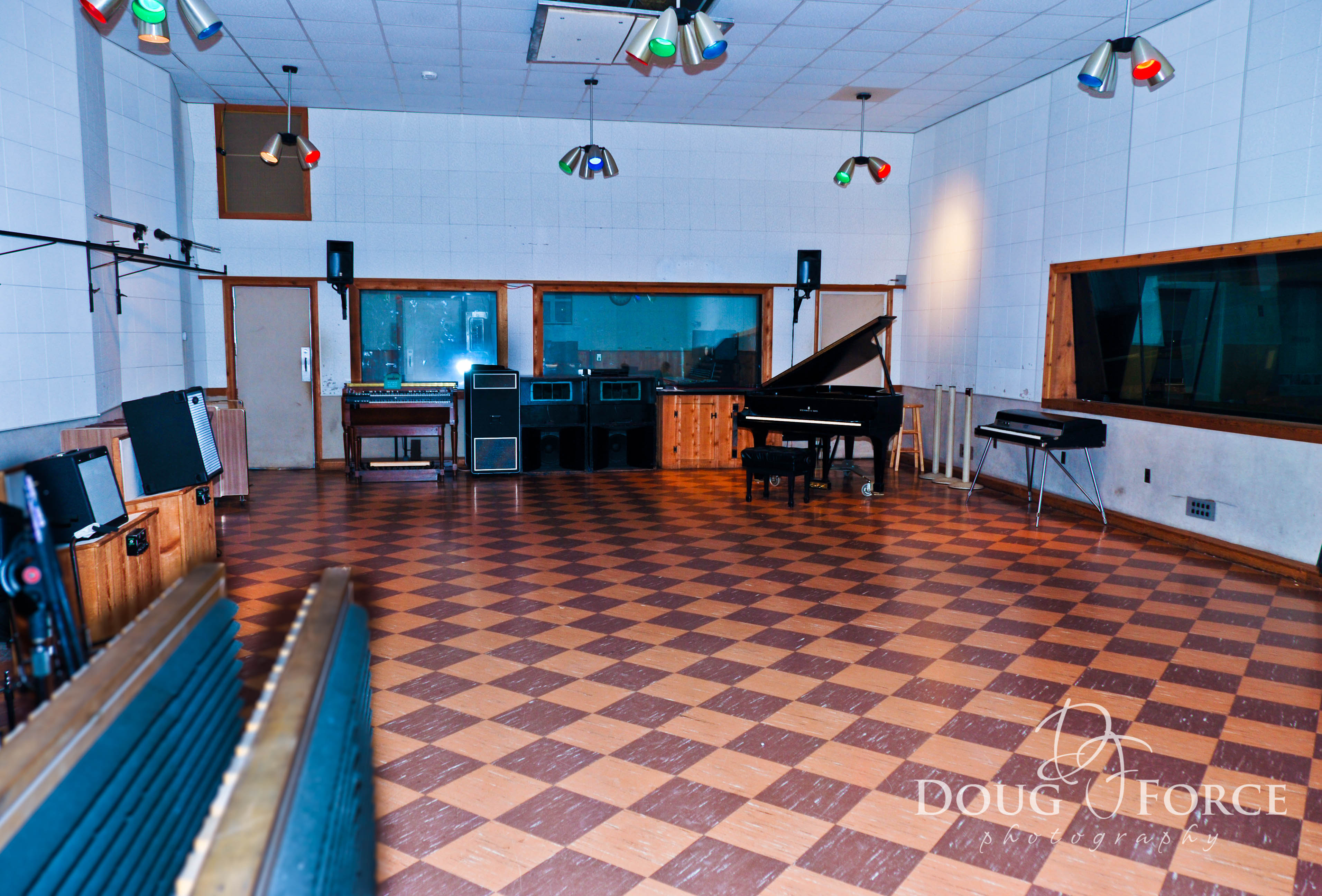
RCA:s studio B i Nashville, där inspelningarna till soundtracket Harum Scarum ägde rum.

"So Close, Yet So Far (From Paradise)", skriven av Joy Byers, inledde nästa inspelningspass, vilket började strax efter klockan åtta på kvällen den 25 februari och höll på till 03.30 nästa morgon. Det var en dramatisk ballad. Trots den undermåliga mixningen kom den i Elvis Presleys framförande att förmedla såväl tragik som melankoli. De båda författarna av böcker om popmusik, Shane Brown och Mike Eder, menar båda var för sig att det är albumets överlägset bästa och enda riktigt tilltalande låt.

"My Desert Serenade" skrevs av Stanley Gelber. Det var en låt med en behaglig melodi i ett klichéartat försök att förmedla Orientens glamour. Arrangemanget kännetecknas av en särskild oboestämma som löper genom verserna som en fristående sidomelodi – ett så kallat "obbligato".

"Wisdom of the Ages" var ytterligare en ballad och den andra låten skriven av Baum, Giant och Kaye. Det var en av två låtar från inspelningarna som ströks ur filmen men som kom med på albumet. Texten till låten, vars titel kan översättas som "Tidsåldrarnas visdom", försökte tackla livets mening med rader som att tidens sand ("the sands of time") i timglaset var på väg att rinna ut.

"Kismet", "ödet", av låtskrivarduon Sid Tepper och Roy C. Bennett, var också en stillsam ballad med allmänna anspelningar på Orienten.

"Hey Little Girl" var den sista låten som spelades in under det andra inspelningsdygnet. Det var Joy Byers andra bidrag på albumet och det var en fartfylld låt med en anstrykning av rock'n'roll. Låten inleds med ett funkigt pianoriff av Floyd Cramer, en slinga som upprepas flera gånger, där Elvis grymtar och upprepade gånger utbrister "alright", vilket bidrar till låtens driv.

"Golden Coins", ännu en låt av Baum, Giant och Kaye, inledde den tredje och sista inspelningsdagen – den 26 februari. Det var en ballad med en lättsam melodi och ännu en gång med allmänna hänsyftningar till Orienten. Elvis gjorde en habil sånginsats med en låt vars stick var något osmidigt.

"Animal Instinct" skrevs också av Baum, Giant och Kaye. I likhet med "Wisdom of the Ages" kom den inte med i den färdiga filmen. Den arrangerades i en funkig stil där Rufus Longs flöjtspel hade en framträdande position.

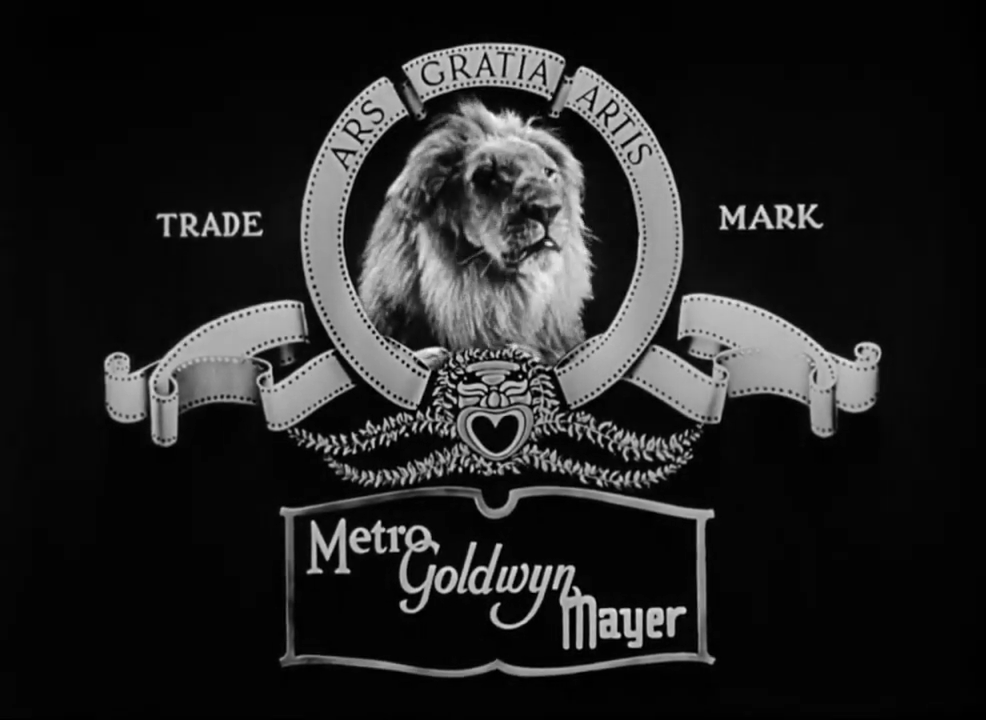
Låtarna på albumet var inspelade till Metro-Goldwyn-Mayer-filmen Harum Scarum.

"Harem Holiday", av Peter Andreoli och Vince Poncia, var den tredje låten som spelades in under detta pass. Elvis gjorde endast två tagningar innan han avbröt, lämnade studion och överlät åt bandet att spela in musiken till de kvarvarande "Go East Young Man" och "Mirage". Den 9 mars 1965 lade Elvis på sin sång på de tre låtarna i Metro-Goldwyn-Mayer:s filmstudio i Hollywood i Kalifornien. Man hade då avlägsnat Elvis ursprungliga sång från den andra tagningen av "Harem Holiday". "Harem Holiday" inledde albumet och gav i många länder utanför USA namn åt både albumet och filmen. Detta var ännu en låt där man försökte skapa en känsla av Mellanösterns lockelse. Musikskribenten Shane Brown noterar att Elvis och bandet är så i otakt i låtens inledning att det låter som om de framför den i olika tonarter. Han menar att det kan vara den sämsta inledningslåten på någon av Elvis LP-skivor under hela karriären.

"Mirage", "hägring", var nästa låt som Elvis gjorde sångpålägg på – ännu en Baum, Giant och Kaye-komposition. Det var ytterligare en ballad med hänsyftningar till Orienten. Låten innehöll ett utmanande stick som Elvis tog sig an med engagemang, medan texten var mer konventionell.

"Go East – Young Man", den sjätte och sista kompositionen av Baum, Giant och Kaye,  var den sista låten där Elvis gjorde sångpålägg, den 9 mars 1965. Även denna ballad hade en känsla av Orientens lockelse. Elvis lät mer engagerad här än i flera andra låtar, och under refrängerna harmonierade bakgrundssången väl med musiken.

## Utgivning och marknadsföring

Reklamannons från RCA Victor för Elvis Presleys soundtrackalbum Harum Scarum (1965).

Ingen singel släpptes från Harum Scarum. Varken Elvis eller hans manager Tom Parker ansåg att filmen innehöll någon låt som skulle utgöra en lämplig singel. De valde i stället att ge ut ytterligare en låt från den föregående filmen Girl Happy – nämligen "Puppet on a String", som man parade med den fem år gamla "Wooden Heart" (som tidigare varit en stor hit i Europa) från G.I. Blues. Singeln nådde 14:e plats i USA och sålde i över 500 000 exemplar och lyckades därmed bättre än "Do the Clam", den föregående singeln från samma film.

### Albumets placeringar
Albumet gick in på plats 122 på albumlistan Billboard Top LP's i USA den 13 november 1965. Efter 8 veckor på listan, den 1 januari 1966, nådde det 8:e plats där det stannade under två på varandra följande veckor, en position som blev dess högsta under de totalt 23 veckor som det låg på listan.
På Cash Box noterades albumet första gången den 13 november 1965 på plats 76 på tidningens bästsäljarlista, som vid tiden listade 100 album. Efter sex veckor på listan, den 18 december 1965, nådde det plats 14 där det stannade i tre veckor. Det blev albumets högsta position under de 19 veckor det låg på listan. I Storbritannien nådde albumet 11:e plats på albumlistan UK Albums Chart.

### Senare utgåvor av albumet
I delar av Europa och övriga världen utkom albumet under namnet Harem Holiday i stället för Harum Scarum. Albumet gavs för första gången ut på CD i februari 1993, som en del av serien Double Features, där det kombinerades med Girl Happy.
I november 2003 kom en utökad CD-utgåva på Follow That Dream-etiketten. Den innehöll förutom det ursprungliga albumet även ett stort antal alternativa tagningar. I juni 2025 släpptes The Harum Scarum Sessions på tre CD:ar under Follow That Dream-etiketten. Denna utgåva innehöll både den ursprungliga stereoversionen av albumet och en nymixad och mastrad version med betydligt förbättrad ljudkvalitet – därtill samtliga mastertagningar och tillgängliga alternativa tagningar.

## Mottagande

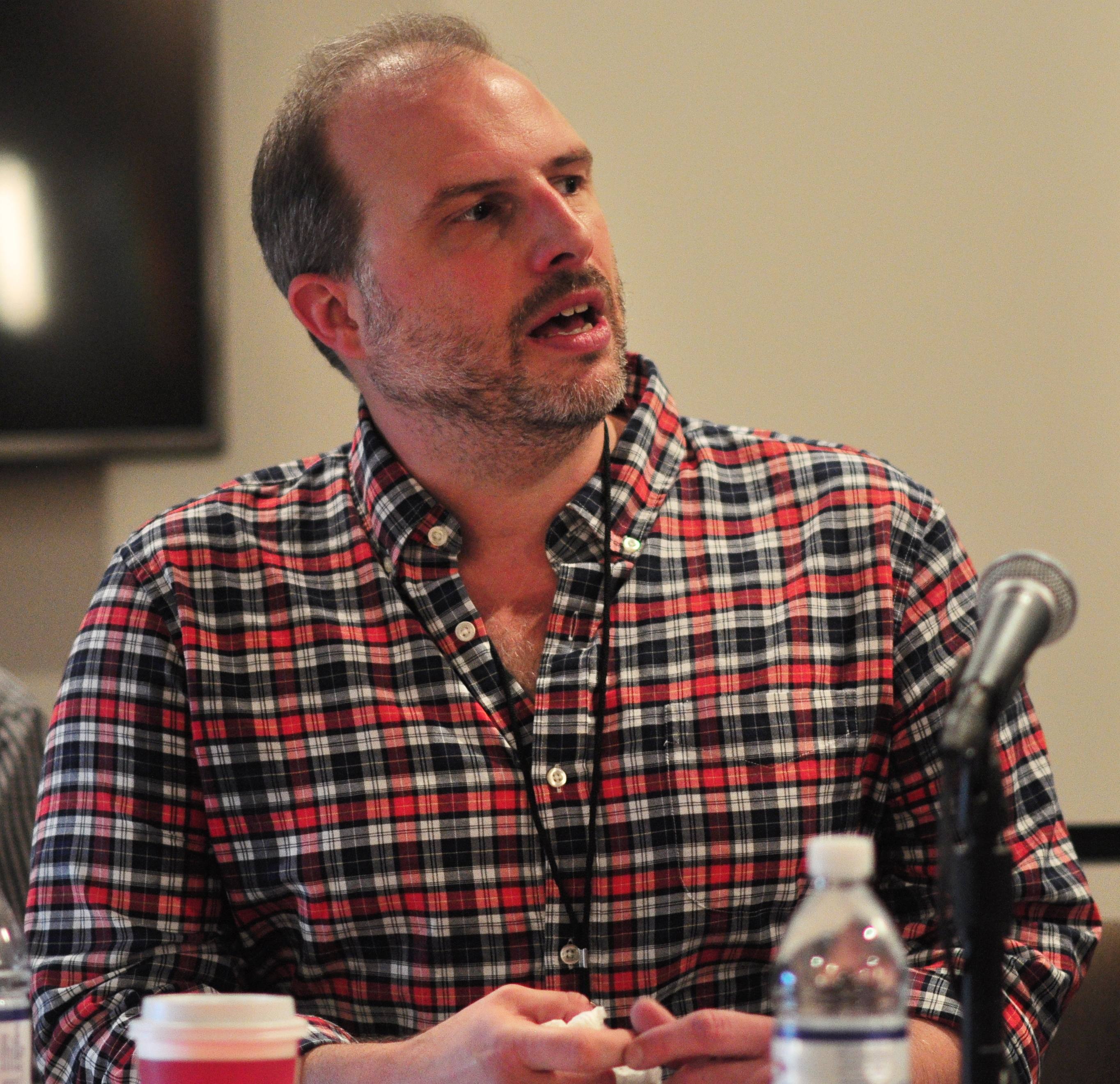
Den amerikanske musikkritikern Stephen Thomas Erlewine, som ansåg att albumet saknade substans och att det kan ses som den punkt där Elvis närmade sig botten i sin karriär.

Albumet fick överlag dåliga recensioner. Den amerikanske musikkritikern och musikjournalisten Stephen Thomas Erlewine, skrivande för Allmusic, menade att det är svårt att inte betrakta såväl filmen som albumet Harum Scarum från 1965 som något annat än den punkt i Elvis karriär då denne sjönk till botten. Han ansåg att de få ljuspunkterna alla är tidstypisk kitsch och att albumet saknar substans. Detta accentueras enligt Erlewine av att man inte förmådde att hitta en enda låt som var bra nog för att ge ut på singel. Författaren till böcker om musik, Paul Simpson, ansåg att med tanke på det absurda med vissa av låtarna var det anmärkningsvärt att Elvis ännu inte hade gett upp helt och hållet, utan fortfarande höll masken. Och chefredaktören för Billboard, Steve Knopper, menade att man gör bäst i att undvika albumet.
Men flera musiktidskrifter gav ändå välvilliga recensioner när albumet utkom. I Billboard Magazine trodde man att det skulle bli en storsäljare och att den svängiga "Shake That Tambourine" eller den rockiga "Hey Little Girl" vore möjliga att ge ut på singel. Cashbox Magazine ansåg att Amerikas främste manlige sångare, hade givit ut en medryckande samling låtar som skulle resultera i betydande försäljning. Man menade att "Harem Holiday" och "Kismet" tillhörde albumets bästa låtar. Och de båda brittiska musikjournalisterna Norman Jopling och Peter Jones, skrivande för musiktidskriften Record Mirror, menade att "den generella standarden [på albumets låtar] är bättre än på de flesta av hans filmalbum." De ansåg att "Shake That Tambourine" och "Mirage" var albumets bästa låtar, men att det med sin orientaliska ton rent generellt var tilltalande.

## Försäljning
Albumet Harum Scarum sålde inledningsvis omkring 300 000 exemplar i USA. Albumet har senare inte certifierats guld av Recording Industry Association of America (RIAA), vilket kräver en försäljning på minst en halv miljon exemplar.

## Låtlistor
Harum Scarum

### 1965, originalutgåva
| 1. | Harem Holiday         | Peter Andreoli, Vince Poncia           | 26 februari 1965 (track) 9 mars 1965 (vocal) | 2:18 |
| 2. | My Desert Serenade    | Stanley J. Gelber                      | 25–26 februari 1965                          | 1:47 |
| 3. | Go East – Young Man   | Bernie Baum, Bill Giant, Florence Kaye | 26 februari 1965 (track) 9 mars 1965 (vocal) | 2:16 |
| 4. | Mirage                | Bernie Baum, Bill Giant, Florence Kaye | 26 februari 1965 (track) 9 mars 1965 (vocal) | 2:25 |
| 5. | Kismet                | Sid Tepper, Roy C. Bennett             | 25–26 februari 1965                          | 2:08 |
| 6. | Shake That Tambourine | Bernie Baum, Bill Giant, Florence Kaye | 24–25 februari 1965                          | 2:02 |

| 1.           | Hey Little Girl                      | Joy Byers                              | 25–26 februari 1965 | 2:15  |
| 2.           | Golden Coins                         | Bernie Baum, Bill Giant, Florence Kaye | 26 februari 1965    | 1:54  |
| 3.           | So Close, Yet So Far (From Paradise) | Joy Byers                              | 25–26 februari 1965 | 3:01  |
| 4.           | Animal Instinct (bonuslåt)           | Bernie Baum, Bill Giant, Florence Kaye | 26 februari 1965    | 2:13  |
| 5.           | Wisdom of the Ages (bonuslåt)        | Bernie Baum, Bill Giant, Florence Kaye | 25–26 februari 1965 | 1:55  |
| Total längd: | Total längd:                         | Total längd:                           | Total längd:        | 24:14 |

### 2003, Follow That Dream-utgåva
Cd 1
| 1.           | Harem Holiday                                    | Peter Andreoli, Vince Poncia           | 26 februari 1965 (track) 9 mars 1965 (vocal) | 2:19  |
| 2.           | My Desert Serenade                               | Stanley J. Gelber                      | 25–26 februari 1965                          | 1:49  |
| 3.           | Go East – Young Man                              | Bernie Baum, Bill Giant, Florence Kaye | 26 februari 1965 (track) 9 mars 1965 (vocal) | 2:30  |
| 4.           | Mirage                                           | Bernie Baum, Bill Giant, Florence Kaye | 26 februari 1965 (track) 9 mars 1965 (vocal) | 2:28  |
| 5.           | Kismet                                           | Sid Tepper, Roy C. Bennett             | 25–26 februari 1965                          | 2:11  |
| 6.           | Shake That Tambourine Side 2                     | Bernie Baum, Bill Giant, Florence Kaye | 24–25 februari 1965                          | 2:05  |
| 7.           | Hey Little Girl                                  | Joy Byers                              | 25–26 februari 1965                          | 2:17  |
| 8.           | Golden Coins                                     | Bernie Baum, Bill Giant, Florence Kaye | 26 februari 1965                             | 1:57  |
| 9.           | So Close, Yet So Far (From Paradise) Bonus Songs | Joy Byers                              | 25–26 februari 1965                          | 3:04  |
| 10.          | Animal Instinct                                  | Bernie Baum, Bill Giant, Florence Kaye | 26 februari 1965                             | 2:14  |
| 11.          | Wisdom of the Ages New Bonus Songs               | Bernie Baum, Bill Giant, Florence Kaye | 25–26 februari 1965                          | 1:58  |
| 12.          | My Desert Serenade (take 7)                      | Stanley J. Gelber                      | 25–26 februari 1965                          | 2:15  |
| 13.          | Hey Little Girl (takes 1–2)                      | Joy Byers                              | 25–26 februari 1965                          | 2:56  |
| 14.          | Shake That Tambourine (takes 7–8)                | Bernie Baum, Bill Giant, Florence Kaye | 24–25 februari 1965                          | 2:38  |
| 15.          | Golden Coins (takes 3–4)                         | Bernie Baum, Bill Giant, Florence Kaye | 26 februari 1965                             | 2:19  |
| 16.          | Kismet (takes 1–2)                               | Sid Tepper, Roy C. Bennett             | 25–26 februari 1965                          | 2:42  |
| 17.          | Animal Instinct (takes 1, 3–4)                   | Bernie Baum, Bill Giant, Florence Kaye | 26 februari 1965                             | 5:17  |
| 18.          | So Close, Yet So Far (From Paradise) (take 1)    | Joy Byers                              | 25–26 februari 1965                          | 3:26  |
| 19.          | Shake That Tambourine (takes 10, 16)             | Bernie Baum, Bill Giant, Florence Kaye | 24–25 februari 1965                          | 3:04  |
| 20.          | Hey Little Girl (takes 1–2)                      | Joy Byers                              | 25–26 februari 1965                          | 2:40  |
| 21.          | My Desert Serenade (takes 2–3)                   | Stanley J. Gelber                      | 25–26 februari 1965                          | 2:13  |
| 22.          | Golden Coins (takes 7–8)                         | Bernie Baum, Bill Giant, Florence Kaye | 26 februari 1965                             | 2:23  |
| 23.          | Harem Holiday (takes 1–2)                        | Peter Andreoli, Vince Poncia           | 26 februari 1965                             | 3:18  |
| 24.          | Wisdom of the Ages (take 3)                      | Bernie Baum, Bill Giant, Florence Kaye | 25–26 februari 1965                          | 2:04  |
| 25.          | Shake That Tambourine (takes 18–21)              | Bernie Baum, Bill Giant, Florence Kaye | 24–25 februari 1965                          | 3:11  |
| Total längd: | Total längd:                                     | Total längd:                           | Total längd:                                 | 65:18 |

### 2025, The Harum Scarum Sessions  (FTD), 3 CD
| 1.           | Harem Holiday                            | 2:21  |
| 2.           | My Desert Serenade                       | 1:50  |
| 3.           | Go East, Young Man                       | 2:31  |
| 4.           | Mirage                                   | 2:30  |
| 5.           | Kismet                                   | 2:12  |
| 6.           | Shake That Tambourine (different splice) | 2:07  |
| 7.           | Hey Little Girl                          | 2:18  |
| 8.           | Golden Coins                             | 1:58  |
| 9.           | So Close, Yet So Far (From Paradise)     | 3:04  |
| 10.          | Animal Instinct                          | 2:15  |
| 11.          | Wisdom of the Ages Outtakes              | 2:00  |
| 12.          | Shake That Tambourine (take 1–8)         | 4:49  |
| 13.          | Shake That Tambourine (take 9–11)        | 2:59  |
| 14.          | Shake That Tambourine (take 12–17)       | 5:36  |
| 15.          | Shake That Tambourine (take 18–19)       | 2:37  |
| 16.          | Shake That Tambourine (take 20–24)       | 3:23  |
| 17.          | Shake That Tambourine (take 25)          | 2:12  |
| 18.          | Shake That Tambourine (take 26–27)       | 3:11  |
| Total längd: | Total längd:                             | 49:53 |

| Nr           | Titel                                                                  | Längd |
| ------------ | ---------------------------------------------------------------------- | ----- |
| 1.           | Shake That Tambourine (take 28–32)                                     | 4:33  |
| 2.           | Shake That Tambourine (take 33)                                        | 2:18  |
| 3.           | Shake That Tambourine (take 34–40)                                     | 4:11  |
| 4.           | Shake That Tambourine (take 41)                                        | 2:27  |
| 5.           | Shake That Tambourine (splice of take 41 and 27 – master)              | 2:07  |
| 6.           | So Close, Yet So Far (From Paradise) (take 1)                          | 3:42  |
| 7.           | So Close, Yet So Far (From Paradise) (take 2–3)                        | 3:28  |
| 8.           | So Close, Yet So Far (From Paradise) (take 4)                          | 3:26  |
| 9.           | So Close, Yet So Far (From Paradise) (splice of take 3 and 4 – master) | 3:05  |
| 10.          | My Desert Serenade (take 1–3)                                          | 3:30  |
| 11.          | My Desert Serenade (take 4–6)                                          | 2:38  |
| 12.          | My Desert Serenade (take 7)                                            | 2:07  |
| 13.          | My Desert Serenade (take 8)                                            | 2:11  |
| 14.          | My Desert Serenade (take 9–10)                                         | 2:25  |
| 15.          | My Desert Serenade (take 11, 12 master)                                | 2:10  |
| 16.          | Wisdom Of The Ages (take 1–2)                                          | 2:30  |
| 17.          | Wisdom Of The Ages (take 3)                                            | 2:08  |
| 18.          | Wisdom Of The Ages (take 4)                                            | 2:05  |
| 19.          | Wisdom Of The Ages (take 5 master)                                     | 2:14  |
| 20.          | Kismet (take 1–2)                                                      | 2:46  |
| 21.          | Kismet (take 3, 4, 5 master)                                           | 3:12  |
| 22.          | Hey Little Girl (take 1–2)                                             | 2:59  |
| 23.          | Hey Little Girl (take 3)                                               | 2:38  |
| 24.          | Hey Little Girl (take 4, 5 master)                                     | 2:45  |
| 25.          | Golden Coins (take 1–4)                                                | 3:38  |
| 26.          | Golden Coins (take 5–6)                                                | 2:27  |
| 27.          | Golden Coins (take 7–8)                                                | 2:33  |
| Total längd: | Total längd:                                                           | 74:13 |

| Nr           | Titel                                                                 | Längd |
| ------------ | --------------------------------------------------------------------- | ----- |
| 1.           | Golden Coins (take 9–10)                                              | 2:20  |
| 2.           | Golden Coins (take 11)                                                | 2:06  |
| 3.           | Golden Coins (take 12–16)                                             | 3:41  |
| 4.           | Golden Coins (splice of take 16 and 11 – master)                      | 2:02  |
| 5.           | Animal Instinct (take 1–3)                                            | 4:23  |
| 6.           | Animal Instinct (take 4)                                              | 2:23  |
| 7.           | Animal Instinct (take 5)                                              | 2:23  |
| 8.           | Animal Instinct (take 6, master)                                      | 2:32  |
| 9.           | Harem Holiday (take 1, 2 master)                                      | 3:35  |
| 10.          | Harem Holiday (vocal replacement of 2, unedited master)               | 2:29  |
| 11.          | Go East, Young Man (track: take 1–2)                                  | 3:21  |
| 12.          | Go East, Young Man (track: take 3)                                    | 2:41  |
| 13.          | Go East, Young Man (vocal overdub to take 3 master)                   | 2:33  |
| 14.          | Mirage (track: take 1–5)                                              | 4:44  |
| 15.          | Mirage (vocal overdub to 5 master) Original 1965 Stereo Album Masters | 2:34  |
| 16.          | Harem Holiday                                                         | 2:20  |
| 17.          | My Desert Serenade                                                    | 1:50  |
| 18.          | Go East, Young Man                                                    | 2:30  |
| 19.          | Mirage                                                                | 2:29  |
| 20.          | Kismet                                                                | 2:12  |
| 21.          | Shake That Tambourine                                                 | 2:07  |
| 22.          | Hey Little Girl                                                       | 2:18  |
| 23.          | Golden Coins                                                          | 1:57  |
| 24.          | So Close, Yet So Far (From Paradise)                                  | 3:03  |
| 25.          | Animal Instinct                                                       | 2:15  |
| 26.          | Wisdom Of The Ages                                                    | 1:58  |
| Total längd: | Total längd:                                                          | 74:04 |

## Medverkande
Uppgifterna är hämtade från Keith Flynn och Ernst Jørgensen och avser inspelningar gjorda i RCA:s studio B i Nashville i Tennessee den 24–26 februari 1965 och i MGM:s sound stage i Hollywood i Kalifornien den 9 mars 1965.
- Elvis Presley – sång
- Scotty Moore – gitarr
- Thomas "Grady" Martin – gitarr
- Charlie McCoy – gitarr
- Henry Strzelecki – bas
- D. J. Fontana – trummor
- Kenneth Buttrey – trummor
- Floyd Cramer – piano
- Hoyt Hawkins (?) – tamburin
- Gene Nelson (?) – congas
- Rufus Long – flöjt
- Ralph Strobel – oboe

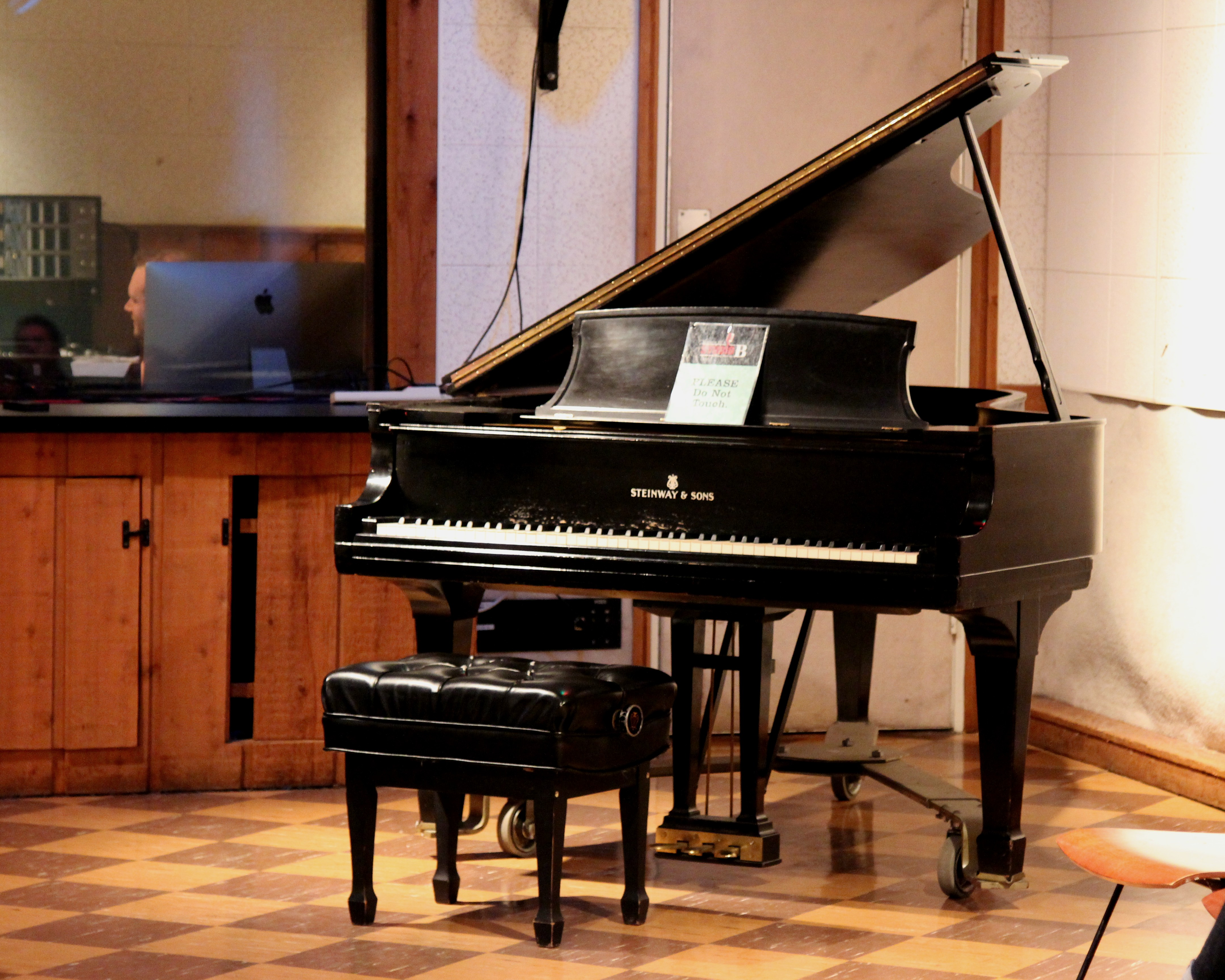
Den Steinway & Sons-flygel i RCA:s studio B som Floyd Cramer spelade på under sessionen.

- The Jordanaires (Gordon Stoker, Neal Matthews, Hoyt Hawkins, Ray Walker) – bakgrundssång
- Fred Karger – producent för MGM
- Gene Nelson – producent för MGM
- Bill Vandevort – ljudtekniker

## Topplistor
|  |

|  |

|  |

|  |

| Lista (1965)                     | Högsta position |
| Storbritannien (UK Albums Chart) | 11              |
| USA Cash Box Top 100 Albums      | 14              |
| USA (Billboard 200)              | 8               |